# Coupe du monde de ski acrobatique 2016-2017
Navigation
Édition précédente Édition suivante
La Coupe du monde de ski acrobatique 2016-2017 est la trente-huitième édition de la Coupe du monde de cette discipline organisé par la Fédération internationale de ski. Elle inclut six épreuves : les bosses, le saut acrobatique, le half-pipe, le slopestyle, le ski cross et le big air.

## Classements

### Général
| Rang | Nom                   | Points |
| ---- | --------------------- | ------ |
| 1    | Mikaël Kingsbury      | 92.73  |
| 2    | Henrik Harlaut        | 65.67  |
| 3    | Qi Guangpu            | 62.86  |
| 4    | Jean-Frédéric Chapuis | 54.50  |
| 5    | Benjamin Cavet        | 52.18  |

| Rang | Nom               | Points |
| ---- | ----------------- | ------ |
| 1    | Britteny Cox      | 81.27  |
| 2    | Emma Dahlström    | 75.50  |
| 3    | Marielle Thompson | 74.23  |
| 4    | Marie Martinod    | 72.00  |
| 5    | Xu Mengtao        | 68.57  |

### Half-Pipe
| Rang | Nom                 | Points |
| ---- | ------------------- | ------ |
| 1    | Kevin Rolland       | 239    |
| 2    | Benoît Valentin     | 235    |
| 3    | Aaron Blunck        | 219    |
| 4    | Torin Yater-Wallace | 218    |
| 5    | Taylor Seaton       | 182    |

| Rang | Nom            | Points |
| ---- | -------------- | ------ |
| 1    | Marie Martinod | 360    |
| 2    | Ayana Onozuka  | 250    |
| 3    | Annalisa Drew  | 225    |
| 4    | Cassie Sharpe  | 185    |
| 5    | Maddie Bowman  | 156    |

### Slopestyle
| Rang | Nom            | Points |
| ---- | -------------- | ------ |
| 1    | McRae Williams | 180    |
| 2    | Andri Ragettli | 172    |
| 3    | Colin Wili     | 144    |
| 4    | Jesper Tjäder  | 136    |
| 5    | Teal Harle     | 135    |

| Rang | Nom               | Points |
| ---- | ----------------- | ------ |
| 1    | Sarah Höfflin     | 281    |
| 2    | Johanne Killi     | 280    |
| 3    | Coline Ballet-Baz | 196    |
| 4    | Isabel Atkin      | 182    |
| 5    | Emma Dahlström    | 176    |

### Big Air
| Rang | Nom                | Points |
| ---- | ------------------ | ------ |
| 1    | Henrik Harlaut     | 394    |
| 2    | Birk Ruud          | 251    |
| 3    | Øystein Bråten     | 242    |
| 4    | Kai Mahler         | 240    |
| 5    | Christian Nummedal | 229    |

| Rang | Nom              | Points |
| ---- | ---------------- | ------ |
| 1    | Emma Dahlström   | 453    |
| 2    | Silvia Bertagna  | 360    |
| 3    | Mathilde Gremaud | 225    |
| 4    | Giulia Tanno     | 186    |
| 5    | Kea Kühnel       | 166    |

### Ski Cross
| Rang | Nom                   | Points |
| ---- | --------------------- | ------ |
| 1    | Jean-Frédéric Chapuis | 763    |
| 2    | Brady Leman           | 721    |
| 3    | Alex Fiva             | 639    |
| 4    | Filip Flisar          | 525    |
| 5    | Armin Niederer        | 489    |

| Rang | Nom               | Points |
| ---- | ----------------- | ------ |
| 1    | Marielle Thompson | 965    |
| 2    | Sandra Näslund    | 790    |
| 3    | Fanny Smith       | 683    |
| 4    | Heidi Zacher      | 656    |
| 5    | Ophélie David     | 469    |

### Bosses
| Rang | Nom              | Points |
| ---- | ---------------- | ------ |
| 1    | Mikaël Kingsbury | 1020   |
| 2    | Benjamin Cavet   | 574    |
| 3    | Matt Graham      | 554    |
| 4    | Philippe Marquis | 499    |
| 5    | Dmitriy Reiherd  | 372    |

| Rang | Nom                     | Points |
| ---- | ----------------------- | ------ |
| 1    | Britteny Cox            | 894    |
| 2    | Perrine Laffont         | 655    |
| 3    | Justine Dufour-Lapointe | 596    |
| 4    | Andi Naude              | 470    |
| 5    | Chloé Dufour-Lapointe   | 440    |

### Saut acrobatique
| Rang | Nom           | Points |
| ---- | ------------- | ------ |
| 1    | Qi Guangpu    | 440    |
| 2    | Mac Bohonnon  | 328    |
| 3    | Anton Kushnir | 308    |
| 4    | Zhou Hang     | 296    |
| 5    | Maxim Gustik  | 275    |

| Rang | Nom            | Points |
| ---- | -------------- | ------ |
| 1    | Xu Mengtao     | 480    |
| 2    | Danielle Scott | 447    |
| 3    | Lydia Lassila  | 354    |
| 4    | Shen Xiaoxue   | 240    |
| 5    | Lydia Lassila  | 240    |

## Calendrier et podiums

### Hommes
| Date                                                                                 | Lieu               | Épreuve             | Vainqueur                                                                                       | Second                                                                                          | Troisième                                                                                       |
| ------------------------------------------------------------------------------------ | ------------------ | ------------------- | ----------------------------------------------------------------------------------------------- | ----------------------------------------------------------------------------------------------- | ----------------------------------------------------------------------------------------------- |
| 3 septembre 2016                                                                     | El Colorado        | Big air             | Henrik Harlaut                                                                                  | Fabian Bösch                                                                                    | Luca Schuler                                                                                    |
| 11 novembre 2016                                                                     | Milan              | Big air             | Kai Mahler                                                                                      | Øystein Bråten                                                                                  | Eirik Sateroy                                                                                   |
| 2 décembre 2016                                                                      | Mönchengladbach    | Big air             | Henrik Harlaut                                                                                  | Luca Schuler                                                                                    | Eirik Sateroy                                                                                   |
| 9 décembre 2016                                                                      | Val Thorens        | Ski cross           | Jean-Frédéric Chapuis                                                                           | Sylvain Miaillier                                                                               | Victor Öhling Norberg                                                                           |
| 10 décembre 2016                                                                     | Val Thorens        | Ski cross           | Alex Fiva                                                                                       | Brady Leman                                                                                     | Viktor Andersson                                                                                |
| 10 décembre 2016                                                                     | Ruka               | Bosses              | Mikaël Kingsbury                                                                                | Matt Graham                                                                                     | Benjamin Cavet                                                                                  |
| 13 décembre 2016                                                                     | Arosa              | Ski cross           | Romain Détraz                                                                                   | Brady Leman                                                                                     | Jean-Frédéric Chapuis                                                                           |
| 17 décembre 2016                                                                     | Montafon           | Ski cross           | Jean-Frédéric Chapuis                                                                           | Jonas Devouassoux                                                                               | Marc Bischofberger                                                                              |
| 17 décembre 2016                                                                     | Beida Lake         | Saut acrobatique    | Anton Kushnir                                                                                   | Qi Guangpu                                                                                      | Zhou Hang                                                                                       |
| 17 décembre 2016                                                                     | Copper Mountain    | Half pipe           | Kevin Rolland                                                                                   | Benoît Valentin                                                                                 | Aaron Blunck                                                                                    |
| 18 décembre 2016                                                                     | Beida Lake         | Saut acrobatique    | Qi Guangpu                                                                                      | Liu Zhongqing                                                                                   | Maxim Gustik Wang Xindi                                                                         |
| 21 décembre 2016                                                                     | Innichen           | Ski cross           | Filip Flisar                                                                                    | Tim Hronek                                                                                      | Alex Fiva                                                                                       |
| 22 décembre 2016                                                                     | Innichen           | Ski cross           | Filip Flisar                                                                                    | Christoph Wahrstötter                                                                           | Arnaud Bovolenta                                                                                |
| 14 janvier 2017                                                                      | Malles Venosta     | Ski cross           | Armin Niederer                                                                                  | Brady Leman                                                                                     | Jean-Frédéric Chapuis                                                                           |
| 14 janvier 2017                                                                      | Lake Placid        | Bosses              | Dmitriy Reiherd                                                                                 | Benjamin Cavet                                                                                  | Bradley Wilson                                                                                  |
| 14 janvier 2017                                                                      | Lake Placid        | Saut acrobatique    | Anton Kushnir                                                                                   | Mac Bohonnon                                                                                    | Maxim Burov                                                                                     |
| 14 janvier 2017                                                                      | Font Romeu         | Slopestyle          | McRae Williams                                                                                  | Jesper Tjäder                                                                                   | Alex Bellemare                                                                                  |
| 15 janvier 2017                                                                      | Malles Venosta     | Ski cross           | Alex Fiva                                                                                       | Brady Leman                                                                                     | Armin Niederer                                                                                  |
| 21 janvier 2017                                                                      | Megève             | Ski cross           | En raison du manque de neige, l'épreuve est reprogrammée à Malles Venosta le weekend précédent. | En raison du manque de neige, l'épreuve est reprogrammée à Malles Venosta le weekend précédent. | En raison du manque de neige, l'épreuve est reprogrammée à Malles Venosta le weekend précédent. |
| 22 janvier 2017                                                                      | Megève             | Ski cross           | En raison du manque de neige, l'épreuve est reprogrammée à Malles Venosta le weekend précédent. | En raison du manque de neige, l'épreuve est reprogrammée à Malles Venosta le weekend précédent. | En raison du manque de neige, l'épreuve est reprogrammée à Malles Venosta le weekend précédent. |
| 22 janvier 2017                                                                      | Val Saint-Côme     | Bosses              | Mikaël Kingsbury                                                                                | Sacha Theocharis                                                                                | Walter Wallberg                                                                                 |
| 28 janvier 2017                                                                      | Calgary            | Bosses              | Matt Graham                                                                                     | Mikaël Kingsbury                                                                                | Benjamin Cavet                                                                                  |
| 28 janvier 2017                                                                      | Alpe de Siusi      | Slopestyle          | Colby Stevenson                                                                                 | Colin Wili                                                                                      | Russell Henshaw                                                                                 |
| 2 février 2017                                                                       | Deer Valley        | Bosses              | Mikaël Kingsbury                                                                                | Benjamin Cavet                                                                                  | Philippe Marquis                                                                                |
| 3 février 2017                                                                       | Deer Valley        | Saut acrobatique    | Qi Guangpu                                                                                      | Stanislau Hladchenko                                                                            | Stanislav Nikitin                                                                               |
| 4 février 2017                                                                       | Feldberg           | Ski cross           | Jean-Frédéric Chapuis                                                                           | Brady Leman                                                                                     | Alex Fiva                                                                                       |
| 4 février 2017                                                                       | Deer Valley        | Bosses en parallèle | Mikaël Kingsbury                                                                                | Marc-Antoine Gagnon                                                                             | Brodie Summers                                                                                  |
| 4 février 2017                                                                       | Mammoth Mountain   | Half pipe           | Torin Yater-Wallace                                                                             | Gus Kenworthy                                                                                   | Taylor Seaton                                                                                   |
| 5 février 2017                                                                       | Feldberg           | Ski cross           | Jean-Frédéric Chapuis                                                                           | Filip Flisar                                                                                    | Alex Fiva                                                                                       |
| 5 février 2017                                                                       | Mammoth Mountain   | Slopestyle          | épreuve annulée en raison des conditions météorologiques: vents violents et tempêtes de neige   | épreuve annulée en raison des conditions météorologiques: vents violents et tempêtes de neige   | épreuve annulée en raison des conditions météorologiques: vents violents et tempêtes de neige   |
| 10 février 2017                                                                      | Pyeongchang        | Saut acrobatique    | Anton Kushnir                                                                                   | Qi Guangpu                                                                                      | Mac Bohonnon                                                                                    |
| 11 février 2017                                                                      | Idre               | Ski cross           | Alex Fiva                                                                                       | Marc Bischofberger                                                                              | Igor Omelin                                                                                     |
| 11 février 2017                                                                      | Pyeongchang        | Bosses              | Mikaël Kingsbury                                                                                | Dmitriy Reiherd                                                                                 | Philippe Marquis                                                                                |
| 11 février 2017                                                                      | Québec             | Big air             | Kai Mahler                                                                                      | Henrik Harlaut                                                                                  | Andri Ragettli                                                                                  |
| 12 février 2017                                                                      | Idre               | Ski cross           | Brady Leman                                                                                     | Arnaud Bovolenta                                                                                | Jonas Devouassoux                                                                               |
| 12 février 2017                                                                      | Québec             | Slopestyle          | Andri Ragettli                                                                                  | James Woods                                                                                     | Alex Beaulieu-Marchand                                                                          |
| 18 février 2017                                                                      | Tazawako           | Bosses              | Mikaël Kingsbury                                                                                | Philippe Marquis                                                                                | Benjamin Cavet                                                                                  |
| 18 février 2017                                                                      | Pyeongchang        | Half pipe           | Torin Yater-Wallace                                                                             | Aaron Blunck                                                                                    | Benoît Valentin                                                                                 |
| 19 février 2017                                                                      | Tazawako           | Bosses en parallèle | Mikaël Kingsbury                                                                                | Benjamin Cavet                                                                                  | Matt Graham                                                                                     |
| 25 février 2017                                                                      | Sunny Valley       | Ski cross           | Arnaud Bovolenta                                                                                | Tim Hronek                                                                                      | Daniel Bohnacker                                                                                |
| 25 février 2017                                                                      | Secret Garden      | Bosses              | Mikaël Kingsbury                                                                                | Brodie Summers                                                                                  | Matt Graham                                                                                     |
| 25 février 2017                                                                      | Minsk              | Saut acrobatique    | Wang Xindi                                                                                      | Qi Guangpu                                                                                      | Zhou Hang                                                                                       |
| 26 février 2017                                                                      | Secret Garden      | Bosses en parallèle | Mikaël Kingsbury                                                                                | Marco Tadé                                                                                      | Bradley Wilson                                                                                  |
| 3 mars 2017                                                                          | Silvaplana         | Slopestyle          | Teal Harle                                                                                      | McRae Williams                                                                                  | Gus Kenworthy                                                                                   |
| 4 mars 2017                                                                          | Moscou             | Saut acrobatique    | Zhou Hang                                                                                       | Maxim Gustik                                                                                    | Maxim Burov                                                                                     |
| 7 mars 2017                                                                          | Blue Mountain (en) | Ski cross           | Brady Leman                                                                                     | Christopher Del Bosco                                                                           | Filip Flisar                                                                                    |
| 7 mars 2017                                                                          | Tignes             | Half pipe           | Alex Ferreira                                                                                   | Taylor Seaton                                                                                   | Kevin Rolland                                                                                   |
| Championnats du monde de ski acrobatique à Sierra Nevada (du 7 mars au 19 mars 2017) |                    |                     |                                                                                                 |                                                                                                 |                                                                                                 |
| 24 mars 2017                                                                         | Myrkdalen-Voss     | Big air             | Christian Nummedal                                                                              | Birk Ruud                                                                                       | Ferdinand Dahl                                                                                  |
| 25 mars 2017                                                                         | Myrkdalen-Voss     | Big air             | Birk Ruud                                                                                       | Antoine Adelisse                                                                                | Felix Stridsberg-Usterud                                                                        |

### Femmes
| Date                                                                                 | Lieu               | Épreuve             | Vainqueur                                                                                       | Second                                                                                          | Troisième                                                                                       |
| ------------------------------------------------------------------------------------ | ------------------ | ------------------- | ----------------------------------------------------------------------------------------------- | ----------------------------------------------------------------------------------------------- | ----------------------------------------------------------------------------------------------- |
| 3 septembre 2016                                                                     | El Colorado        | Big air             | Emma Dahlström                                                                                  | Giulia Tanno                                                                                    | Melanie Kraizel                                                                                 |
| 11 novembre 2016                                                                     | Milan              | Big air             | Lisa Zimmermann                                                                                 | Mathilde Gremaud                                                                                | Emma Dahlström                                                                                  |
| 2 décembre 2016                                                                      | Mönchengladbach    | Big air             | Silvia Bertagna                                                                                 | Emma Dahlström                                                                                  | Lisa Zimmermann                                                                                 |
| 9 décembre 2016                                                                      | Val Thorens        | Ski cross           | Marielle Thompson                                                                               | Fanny Smith                                                                                     | Sandra Näslund                                                                                  |
| 10 décembre 2016                                                                     | Val Thorens        | Ski cross           | Anna Holmlund                                                                                   | Sandra Näslund                                                                                  | Daniela Maier                                                                                   |
| 10 décembre 2016                                                                     | Ruka               | Bosses              | Britteny Cox                                                                                    | Perrine Laffont                                                                                 | Keaton McCargo                                                                                  |
| 13 décembre 2016                                                                     | Arosa              | Ski cross           | Marielle Thompson                                                                               | Karolina Riemen                                                                                 | Ophélie David                                                                                   |
| 17 décembre 2016                                                                     | Montafon           | Ski cross           | Marielle Thompson                                                                               | Marielle Berger Sabbatel                                                                        | Heidi Zacher                                                                                    |
| 17 décembre 2016                                                                     | Beida Lake         | Saut acrobatique    | Xu Mengtao                                                                                      | Danielle Scott                                                                                  | Liubov Nikitina                                                                                 |
| 17 décembre 2016                                                                     | Copper Mountain    | Half pipe           | Marie Martinod                                                                                  | Annalisa Drew                                                                                   | Devin Logan                                                                                     |
| 18 décembre 2016                                                                     | Beida Lake         | Saut acrobatique    | Danielle Scott                                                                                  | Xu Mengtao                                                                                      | Samantha Wells                                                                                  |
| 21 décembre 2016                                                                     | Innichen           | Ski cross           | Heidi Zacher                                                                                    | Marielle Thompson                                                                               | Georgia Simmerling                                                                              |
| 22 décembre 2016                                                                     | Innichen           | Ski cross           | Heidi Zacher                                                                                    | Fanny Smith                                                                                     | Marielle Berger Sabbatel                                                                        |
| 13 janvier 2017                                                                      | Lake Placid        | Saut acrobatique    | Anton Kushnir                                                                                   | Mac Bohonnon                                                                                    | Maxim Burov                                                                                     |
| 14 janvier 2017                                                                      | Malles Venosta     | Ski cross           | Sandra Näslund                                                                                  | Georgia Simmerling                                                                              | Heidi Zacher                                                                                    |
| 14 janvier 2017                                                                      | Lake Placid        | Bosses              | Britteny Cox                                                                                    | Perrine Laffont                                                                                 | Keaton McCargo                                                                                  |
| 14 janvier 2017                                                                      | Font Romeu         | Slopestyle          | Tess Ledeux                                                                                     | Johanne Killi                                                                                   | Anouk Purnelle-Faniel                                                                           |
| 15 janvier 2017                                                                      | Malles Venosta     | Ski cross           | Marielle Thompson                                                                               | Fanny Smith                                                                                     | Marielle Berger Sabbatel                                                                        |
| 21 janvier 2017                                                                      | Megève             | Ski cross           | En raison du manque de neige, l'épreuve est reprogrammée à Malles Venosta le weekend précédent. | En raison du manque de neige, l'épreuve est reprogrammée à Malles Venosta le weekend précédent. | En raison du manque de neige, l'épreuve est reprogrammée à Malles Venosta le weekend précédent. |
| 22 janvier 2017                                                                      | Megève             | Ski cross           | En raison du manque de neige, l'épreuve est reprogrammée à Malles Venosta le weekend précédent. | En raison du manque de neige, l'épreuve est reprogrammée à Malles Venosta le weekend précédent. | En raison du manque de neige, l'épreuve est reprogrammée à Malles Venosta le weekend précédent. |
| 22 janvier 2017                                                                      | Val Saint-Côme     | Bosses              | Justine Dufour-Lapointe                                                                         | Andi Naude                                                                                      | Chloé Dufour-Lapointe                                                                           |
| 28 janvier 2017                                                                      | Calgary            | Bosses              | Britteny Cox                                                                                    | Justine Dufour-Lapointe                                                                         | Chloé Dufour-Lapointe                                                                           |
| 28 janvier 2017                                                                      | Alpe de Siusi      | Slopestyle          | Sarah Höfflin                                                                                   | Coline Ballet-Baz                                                                               | Caroline Claire                                                                                 |
| 2 février 2017                                                                       | Deer Valley        | Bosses              | Morgan Schild                                                                                   | Justine Dufour-Lapointe                                                                         | Britteny Cox                                                                                    |
| 3 février 2017                                                                       | Deer Valley        | Saut acrobatique    | Lydia Lassila                                                                                   | Kiley McKinnon                                                                                  | Xu Mengtao                                                                                      |
| 4 février 2017                                                                       | Feldberg           | Ski cross           | Heidi Zacher                                                                                    | Fanny Smith                                                                                     | Sandra Näslund                                                                                  |
| 4 février 2017                                                                       | Deer Valley        | Bosses en parallèle | Britteny Cox                                                                                    | Andi Naude                                                                                      | Jaelin Kauf                                                                                     |
| 4 février 2017                                                                       | Mammoth Mountain   | Half pipe           | Marie Martinod                                                                                  | Maddie Bowman                                                                                   | Ayana Onozuka                                                                                   |
| 5 février 2017                                                                       | Feldberg           | Ski cross           | épreuve annulée en raison des conditions météorologiques: fortes chutes de neige                | épreuve annulée en raison des conditions météorologiques: fortes chutes de neige                | épreuve annulée en raison des conditions météorologiques: fortes chutes de neige                |
| 5 février 2017                                                                       | Mammoth Mountain   | Slopestyle          | Maggie Voisin                                                                                   | Mathilde Gremaud                                                                                | Johanne Killi                                                                                   |
| 10 février 2017                                                                      | Pyeongchang        | Saut acrobatique    | Xu Mengtao                                                                                      | Shen Xiaoxue                                                                                    | Yang Yu                                                                                         |
| 11 février 2017                                                                      | Idre               | Ski cross           | Sandra Näslund                                                                                  | Sami Kennedy-Sim                                                                                | Katrin Ofner                                                                                    |
| 11 février 2017                                                                      | Pyeongchang        | Bosses              | Britteny Cox                                                                                    | Justine Dufour-Lapointe                                                                         | Andi Naude                                                                                      |
| 11 février 2017                                                                      | Québec             | Big air             | Mathilde Gremaud                                                                                | Giulia Tanno                                                                                    | Sarah Höfflin                                                                                   |
| 12 février 2017                                                                      | Idre               | Ski cross           | Marielle Thompson                                                                               | Sandra Näslund                                                                                  | Fanny Smith                                                                                     |
| 12 février 2017                                                                      | Québec             | Slopestyle          | Johanne Killi                                                                                   | Sarah Höfflin                                                                                   | Giulia Tanno                                                                                    |
| 18 février 2017                                                                      | Tazawako           | Bosses              | Britteny Cox                                                                                    | Perrine Laffont                                                                                 | Andi Naude                                                                                      |
| 18 février 2017                                                                      | Pyeongchang        | Half pipe           | Marie Martinod                                                                                  | Devin Logan                                                                                     | Ayana Onozuka                                                                                   |
| 19 février 2017                                                                      | Tazawako           | Bosses en parallèle | Jaelin Kauf                                                                                     | Yuliya Galysheva                                                                                | Olivia Giaccio                                                                                  |
| 25 février 2017                                                                      | Sunny Valley       | Ski cross           | Marielle Thompson                                                                               | Sandra Näslund                                                                                  | Ophélie David                                                                                   |
| 25 février 2017                                                                      | Secret Garden      | Bosses              | Perrine Laffont                                                                                 | Justine Dufour-Lapointe                                                                         | Britteny Cox                                                                                    |
| 25 février 2017                                                                      | Minsk              | Saut acrobatique    | Lydia Lassila                                                                                   | Danielle Scott                                                                                  | Xu Mengtao                                                                                      |
| 26 février 2017                                                                      | Secret Garden      | Bosses en parallèle | Britteny Cox                                                                                    | Perrine Laffont                                                                                 | Justine Dufour-Lapointe                                                                         |
| 3 mars 2017                                                                          | Silvaplana         | Slopestyle          | Isabel Atkin                                                                                    | Emma Dahlström                                                                                  | Mathilde Gremaud                                                                                |
| 4 mars 2017                                                                          | Moscou             | Saut acrobatique    | Lydia Lassila                                                                                   | Xu Mengtao                                                                                      | Laura Peel                                                                                      |
| 7 mars 2017                                                                          | Blue Mountain (en) | Ski cross           | Marielle Thompson                                                                               | Sandra Näslund                                                                                  | Fanny Smith                                                                                     |
| 7 mars 2017                                                                          | Tignes             | Half pipe           | Cassie Sharpe                                                                                   | Ayana Onozuka                                                                                   | Marie Martinod                                                                                  |
| Championnats du monde de ski acrobatique à Sierra Nevada (du 7 mars au 19 mars 2017) |                    |                     |                                                                                                 |                                                                                                 |                                                                                                 |
| 24 mars 2017                                                                         | Myrkdalen-Voss     | Big air             | Emma Dahlström                                                                                  | Silvia Bertagna                                                                                 | Tora Johansen                                                                                   |
| 25 mars 2017                                                                         | Myrkdalen-Voss     | Big air             | Emma Dahlström                                                                                  | Silvia Bertagna                                                                                 | Kea Kühnel                                                                                      |

### Liens
- (en) Accueil - Ski acrobatique, sur fis-ski.com.
- (en) Accueil - Freeski (half-pipe, slopestyle & big air), sur fis-ski.com.
- (en) Accueil - Saut acrobatique & ski de bosses, sur fis-ski.com.
- (en) Accueil - Ski cross, sur fis-ski.com.